# Nitocra minor
Nitocra minor är en kräftdjursart som beskrevs av Willey 1932. Nitocra minor ingår i släktet Nitocra och familjen Ameiridae. Inga underarter finns listade i Catalogue of Life.